# Skurups landsfiskalsdistrikt
Skurups landsfiskalsdistrikt var 1918–1964 ett landsfiskalsdistrikt i Malmöhus län, bildat när Sveriges indelning i landsfiskalsdistrikt trädde i kraft den 1 januari 1918, enligt beslut den 7 september 1917. Den 1 januari 1965 avskaffades i Sverige samtliga landsfiskaler och landsfiskalsdistrikt, och deras arbetsuppgifter delades upp på de nyskapade indelningarna polisdistrikt, åklagardistrikt och kronofogdedistrikt.
Landsfiskalsdistriktet låg under länsstyrelsen i Malmöhus län.

## Ingående områden
När Sveriges nya indelning i landsfiskalsdistrikt trädde i kraft den 1 oktober 1941 (enligt kungörelsen den 28 juni 1941) tillfördes kommunerna Katslösa landskommun, Villie landskommun, Solberga och Örsjö från det upplösta Rydsgårds landsfiskalsdistrikt. Den 1 januari 1947 upphörde distriktsåklagartjänsten i Skurups köping, och åklagartjänsten i köpingen skulle istället hanteras av landsfiskalen i distriktet. 1 januari 1949 inkorporerades Skurups landskommun i köpingen. När Sveriges nya indelning i landsfiskalsdistrikt trädde i kraft den 1 januari 1952 (enligt kungörelsen 1 juni 1951) ändrades distriktets indelning dels genom kommunreformen 1952, dels genom överförande av områden till och från närliggande distrikt.

### Från 1918
Vemmenhögs härad:
- Börringe landskommun
- Gärdslövs landskommun
- Hassle-Bösarps landskommun
- Skurups köping
- Skurups landskommun
- Slimminge landskommun
- Svenstorps landskommun
- Önnarps landskommun

### Från 1 oktober 1941
Ljunits härad:
- Katslösa landskommun
- Villie landskommun

Vemmenhögs härad:
- Börringe landskommun
- Gärdslövs landskommun
- Hassle-Bösarps landskommun
- Skurups köping (förutom i åklagarhänseende, som köpingen skötte själv med en distriktsåklagare)[3]
- Skurups landskommun
- Slimminge landskommun
- Solberga landskommun
- Svenstorps landskommun
- Önnarps landskommun
- Örsjö landskommun

### Från 1947
Ljunits härad:
- Katslösa landskommun
- Villie landskommun

Vemmenhögs härad:
- Börringe landskommun
- Gärdslövs landskommun
- Hassle-Bösarps landskommun
- Skurups köping
- Skurups landskommun
- Slimminge landskommun
- Solberga landskommun
- Svenstorps landskommun
- Önnarps landskommun
- Örsjö landskommun

### Från 1949
Ljunits härad:
- Katslösa landskommun
- Villie landskommun

Vemmenhögs härad:
- Börringe landskommun
- Gärdslövs landskommun
- Hassle-Bösarps landskommun
- Skurups köping
- Slimminge landskommun
- Solberga landskommun
- Svenstorps landskommun
- Önnarps landskommun
- Örsjö landskommun

### Från 1 januari 1952
- Anderslövs landskommun
- Klagstorps landskommun
- Skurups köping